# Thomas Kleist
Thomas Kleist (* 19. Dezember 1955 in Gehweiler) ist ein deutscher Fachjurist für Medienrecht. Er war von 2011 bis 2021 Intendant des Saarländischen Rundfunks.

## Biografie
Kleist studierte 1975–1980 Rechtswissenschaften an der Universität des Saarlandes, wo er von 1980 bis 1983 auch als wissenschaftlicher Mitarbeiter tätig war. 1985 wurde er zum Direktor und Vorstandsvorsitzenden der saarländischen Landesanstalt für das Rundfunkwesen (heute: Landesmedienanstalt Saarland) gewählt. Von 1995 bis 1996 war er zusätzlich Vorsitzender der Direktorenkonferenz der Landesmedienanstalten. 1996 wurde er als Staatssekretär im saarländischen Ministerium für Frauen, Arbeit, Gesundheit und Soziales in das Kabinett Oskar Lafontaine, Anfang 1996 in das Kabinett Reinhard Klimmt berufen. In dieser Eigenschaft war er Mitglied des Rundfunkrates des Saarländischen Rundfunks.
Im Jahr 1990 initiierte Kleist gemeinsam mit dem ehemaligen saarländischen Wirtschaftsminister und späteren Generalbevollmächtigten der Volkswagen AG Reinhold Kopp das Institut für Europäisches Medienrecht (EMR) in Saarbrücken und Brüssel und wurde im Jahr 2000 dessen Direktor. Kleist gründete eine eigene Consulting-Firma, die sich mit Medienrecht und Medienpolitik, insbesondere im europäischen Kontext, sowie mit Krankenhausmanagement befasst. Von 2000 bis 2006 war er Geschäftsführer der Hospitec GmbH, einem Unternehmen der VSE AG.
Von 2000 bis 2011 war Kleist als Rechtsanwalt zugelassen, ab 2008 in einer Neunkircher Sozietät von Rechtsanwälten für die Bereiche Medienrecht, Gesundheitswesen und Public Affairs. Kleist ist Mitglied in zahlreichen Aufsichtsräten im öffentlich-rechtlichen und privaten Rundfunk sowie in der saarländischen Bankenwirtschaft, u. a. im Wirtschaftsbeirat der saarländischen Landesbank, SaarLB. Neben seiner Lehrtätigkeit an der Universität des Saarlandes im Bereich Deutsches und Internationales Informations- und Medienrecht arbeitet er auch als Lehrbeauftragter im Masterstudiengang Medienrecht, den das Mainzer Medieninstitut in Kooperation mit der Universität Mainz veranstaltet.
Am 15. April 2011 wurde er mit knappem Ergebnis (eine Stimme Vorsprung im siebten Wahlgang) zum Intendanten des Saarländischen Rundfunks gewählt, nachdem der langjährige Intendant Fritz Raff im Januar verstorben war. Kleist trat seine Intendantenstelle am 1. Juli 2011 an. Seine Amtszeit dauerte sechs Jahre, eine Wiederwahl war möglich.
Am 4. Juli 2016 wurde Kleist einstimmig für weitere sechs Jahre – beginnend ab 1. Juli 2017 – in seinem Amt bestätigt. Nachdem Kleist ein vorzeitiges Ende seiner Amtszeit angekündigt hatte, wurde Martin Grasmück am 23. Februar 2021 vom SR-Rundfunkrat als sein Nachfolger gewählt. Die Amtsübergabe war am 1. Mai 2021.
2012 wurde Kleist zum Honorarprofessor an der Johannes-Gutenberg-Universität in Mainz ernannt.
Thomas Kleist ist Mitglied der SPD. Bis Juni 2005 war er Vorsitzender des SPD-Stadtverbandes St. Wendel. Bis 2009 war er Mitglied im Landesvorstand der SPD.
Thomas Kleist ist verheiratet und hat zwei Kinder. Er lebt mit seiner Familie in St. Wendel. Er engagierte sich ehrenamtlich in der Hospizarbeit sowie bei der Lebenshilfe Saarland e. V.

## Mitgliedschaft in Gremien
- Von 2000 bis 2011 Vorsitzender des Verwaltungsrates des Saarländischen Rundfunks
- Seit 2000 Stellvertretender Vorsitzender des Aufsichtsrates der Werbefunk Saar GmbH
- Seit 2001 Mitglied im Aufsichtsrat der Radio Salü GmbH
- Seit 2011 Vorsitzender des Aufsichtsrates der Pro Saar GmbH
- Bis 2010 Stellvertretender Aufsichtsratsvorsitzender der OBG AG
- Bis 2018 Stellvertretender Beiratsvorsitzender der Stiftung Demokratie Saarland
- Mitglied in der Bundesmedienkommission der SPD
- Seit 2019 Mitglied im Verwaltungsrat von Deutschlandradio